# Пламен Илиев (футболист, р. 1991)
Вижте пояснителната страница за други личности с името Пламен Илиев.
Пламен Иванов Илиев e български футболист, вратар на българския Черно море. През 2010 е избран за най-прогресиращ български млад футболист.

## Биография
Роден е на 30 ноември 1991 г. в град Ботевград. Започва кариерата си в юношеските формации на местния Балкан. През 2006 е закупен от Видима Раковски. Три години след това пробива в първия тим на клуба от Севлиево и става титуляр. През 2010 година става един от най-младите вратари в историята на българския футбол, който играе титуляр за тима на ПФК Видима-Раковски (Севлиево) в А ПФГ. През януари 2010 година получава повиквателна за младежкия национален тим на България. С добрите си изяви Илиев попада в сферата на Левски и Литекс. Избран е за най-прогресиращ млад футболист на 2010 година и през декември е привлечен в Левски за сумата от 95 000 евро.  Официално е представен на 10 януари 2011 година, като взима фланелка с номер 23.
Пламен прави официалния си дебют за Левски срещу Локомотив (София), в мач спечелен с 2-0, игран на 6 март 2011 г. На 6 април в мач срещу Литекс за купата на България спасява една дузпа, но Левски отпада. След добрите си изяви, собственикът на „сините“ Тодор Батков обещава да вдигне заплатата му с 50%
След поредица от слаби мачове в края на март 2012 ръководството на клуба освобождава Николай Костов от поста старши треньор и връща Ясен Петров до края на сезона. Капитанската лента е предадена от Христо Йовов на Пламен Илиев, който дебютира с нея при равенството с Локомотив (София) на 8 април в своя мач номер 36 за 'сините' в българския елит. Той играе във всичките 30 мача за сезона. На 29 май 2012 г. дебютира за мъжкия национален отбор на България в контрола с Турция.
На 14 септември удължава договора си до 2016. Добрите му изяви на вратата на Левски предизвикват интерес от отбори като Генк, Чарлтън Атлетик и Лил ОСК. На 4 юни 2013 е титуляр за националния отбор на България в контрола с Казахстан.
През сезон 2013/14, след няколко слаби мача, Илиев е оставен резерва, а за титуляр е привлечен Горан Блажевич. След като треньорът Славиша Йоканович напуска поста си, Пламен Илиев отново е титуляр под рамката на вратата.

### „Лудогорец“
На 12 януари 2019 г. от ръководството на българския шампион Лудогорец (Разград) официално обяват, че Пламен Илиев е подписал договор с клуба .
Прави неофициален дебют на 18 януари 2019 г. в контролата „Лудогорец“-„Хонвед“ . Дебютира в официален мач в ППЛ на 15 февруари 2019 г. в срещата „ФК Верея (Стара Загора)“-„Лудогорец“ 0 - 0 .